# Wolfraam-188
Wolfraam-188 of 188W is een radioactieve isotoop van wolfraam, een overgangsmetaal. De isotoop komt van nature niet op Aarde voor.
Wolfraam-188 kan ontstaan door radioactief verval van tantaal-188 of osmium-192.
{\displaystyle {\ce {{^{188}_{73}Ta}->{^{188}_{74}W}+{e^{-}}+{\bar {\nu }}_{e}}}}
{\displaystyle {\ce {{^{192}_{76}Os}->{^{188}_{74}W}+\,_{2}^{4}\alpha }}}

## Radioactief verval
Wolfraam-188 vervalt door β−-verval naar de radioactieve isotoop renium-188:
{\displaystyle {\ce {{^{188}_{74}W}->{^{188}_{75}Re}+{e^{-}}+{\bar {\nu }}_{e}}}}
De halveringstijd bedraagt 69,8 dagen.
157W · 158W · 158mW · 159W · 160W · 161W · 162W · 163W · 164W · 165W · 166W · 167W · 168W · 169W · 170W · 171W · 172W · 173W · 174W · 175W · 176W · 177W · 178W · 179W · 179m1W · 179m2W · 179m3W · 180W · 180m1W · 180m2W · 181W · 182W · 183W · 183mW · 184W · 185W · 185mW · 186W · 186m1W · 186m2W · 187W · 188W · 189W · 190W · 190mW · 191W · 192W · 193W · 194W · 195W · 196W · 197W